# Jérôme d'Estais
Jérôme d'Estais est un écrivain et critique de cinéma français.

## Parcours
Jérôme d'Estais est né à Paris et vit à Berlin où il commence d’abord par travailler pour la chaîne web franco-allemande CanalWeb, pour laquelle il produit des émissions culturelles, dont l’une animée par la chanteuse Nina Hagen.
Il collabore avec les revues La Septième Obsession et Ciné-Bazar, a écrit pour les revues Mondes du cinéma, L’Ourobouros, Silhouette ou les sites critic.de et Critikat. Il a, à plusieurs reprises, participé, en temps qu'invité, à l'émission Microciné,,,.
Il apparaît dans le film Property/Träume von Räumen, a par ailleurs été le coach de l’actrice Nina Hoss sur le film L’Audition d’Ina Weisse et écrit le scénario de Third Take, en développement. En 2024, il collabore à certains dialogues du film Cidadas de Ina Weisse et ai crédité au générique du film My Boyfriend el fascista  comme consultant au montage.
Il est membre du Syndicat de l’association des critiques de cinéma allemands et de l’International Cinephile Society qui décerne chaque année les derniers prix de la saison, avant les Oscars.
En 2024, il intègre le comité de sélection du festival international du film de Mannheim-Heidelberg (Internationales Filmfestival Mannheim-Heidelberg) et rejoint la même année la liste des votants internationaux aux Golden Globes.
En tant que romancier, il a publié 178 et Thomas Liebmann, les derniers jours du Yul Brynner de la RDA. En 2025, paraît son troisième roman, Ange solitaire.
En octobre 2025, paraît son premier essai littéraire autour du roman Le Démon de Hubert Selby, Jr. Matière trouble !- Pourquoi je lis Le Démon de Hubert Selby Jr.

## Écrits sur le cinéma
Jérôme d’Estais a écrit de nombreux essais sur le cinéma, notamment sur Jean Eustache,, Andrzej Żuławski, ou Barbet Schroeder,, livre dans lequel l’auteur dévoile « les liens qui relient les films entre eux et examine l’esthétique qui préside à leur mise en scène », selon Michel Ciment. Il a également publié un texte sur La luna de Bernardo Bertolucci dans Le Cent de Rouge profond et collaboré, aux côtés de Bertrand Mandico, Elina Löwensohn ou Pacôme Thiellement, et sous la direction de Mathieu Germain, à l’ouvrage publié par les éditions LettMotif sur Hal Hartley.
Il écrit encore sur divers cinéastes américains : Jeff Nichols, l'intime et l'universel,,, Kathryn Bigelow, dans Passage de frontières ou encore sur Ira Sachs dans La tendresse durera toujours.
"Possession", tentatives d’exorcisme est, quant à lui, selon Xavier Leherpeur, une « analyse qui prolonge la découverte de cette œuvre labyrinthique et vertigineuse » qu’est Possession, un « ouvrage synthétisant avec fièvre et rigueur l’ADN » du film de Zulawski,, par un « passionné », selon Christine Masson dans l'émission On aura tout vu sur France Inter. L'ouvrage est cité en référence dans le livre Golden Eigties de Nicolas Brévière.
Dans l'essai de d'Estais sur Leos Carax, La Petite Géographie réinventée de Leos Carax,, l'essentiel du projet est « le constat que, par-delà la course fulgurante et comme brisée de ses débuts, à l’époque où Les Amants du Pont-Neuf (1991) devenaient un film maudit, puis miraculé, nous sommes bien face à une œuvre qui a pu se déployer au fil du temps, dans la durée. » Le livre,, a reçu le prix Transfuge du meilleur livre de cinéma 2021,.
L'essai Schneider, Adjani, Delon et les autres - 50 éclats de cinéma,,, propose, pour sa part, « une autre Histoire du cinéma français, intime, singulière, à travers la filmographie de cinquante comédiens et comédiennes, revisitée depuis le film rejeté, le reflet troublé devenu ce point de basculement, images inconscientes et offertes qui témoignent des luttes de pouvoir, de l’évolution des mœurs et des statuts et qui, une fois le miroir formant traversé, font toute la beauté du cinéma », « variation éblouissante sur un genre littéraire cinématographique auquel Bertrand Tavernier, Gilles Jacob, Jacques Lourcelles et consorts ont donné leurs lettres de noblesse : le dictionnaire amoureux », d'après le magazine Revus & corrigés, Il paraît en juin 2022 et est salué par des auteurs aussi divers que Christophe Pellet ou Sébastien Rongier.
Les Chambres noires de Paul Schrader,, rend enfin, d'après Mediapart, « compte de manière toute personnelle de l'analyse de l'œuvre du cinéaste dans une mobilisation en quête de sens. » Pour appréhender la filmographie de Paul Schrader,, « D’Estais passe d’abord par les chambres des personnages, ces espaces asphyxiants, où se nichent les antihéros schraderiens », selon Les Inrocks, optant « pour une construction savante et dessine un cheminement par cercles concentriques. » L'essai, paraît en novembre 2023.

## Publications
- 178 (MPE)
- Jean Eustache ou la traversée des apparences (LettMotif)
- Andrzej Żuławski, sur le fil (LettMotif)
- Hal Hartley (LettMotif)
- Barbet Schroeder, ombres et clarté (LettMotif)
- Thomas Liebmann, les derniers jours du Yul Brynner de la RDA (LettMotif)
- Jeff Nichols, l'intime et l'universel (LettMotif)
- Possession, tentatives d'exorcisme (Rouge profond)
- Kathryn Bigelow, passage de frontières (Rouge profond)
- Le Cent de Rouge profond (Rouge profond)
- La Petite Géographie réinventée de Leos Carax (Marest Éditeur)
- Ira Sachs, la tendresse durera toujours (Aedon)
- Schneider, Adjani, Delon et les autres, 50 éclats de cinéma (Marest Éditeur)
- Les Chambres noires de Paul Schrader (Marest Éditeur)
- Ange solitaire (Editions Douro, Collection La Bleu-Turquin)
- Matière trouble !- Pourquoi je lis Le Démon de Hubert Selby Jr (Editions Le Feu sacré, Collection Les Feux follets)